# Supercoppa italiana 2012 (pallacanestro maschile)
La Supercoppa italiana 2012, denominata per ragioni di sponsorizzazione Beko Supercoppa 2012, fu la 18ª supercoppa italiana di pallacanestro maschile.
Si tenne il 22 settembre 2012 al 105 Stadium di Rimini e vide la vittoria di Pall. Cantù.

## Formula
Il trofeo è stato assegnato in gara unica; le squadre finaliste sono state quella dei campioni d'Italia in carica della Mens Sana Basket e la Pallacanestro Cantù, finalista della Coppa Italia 2012 persa proprio contro Siena.

## Tabellino
| Arbitri: | Cicoria (Milano) Paternicò (Piazza Armerina) Chiari (Ponzano Veneto) |

|                                         |            |                                                                |
| B. Brown 20 V. Sanik'idze 17 D. Moss 10 | Punti      | 18 A. Tyus, M. Mark'oishvili 11 J. Smith, J. Brooks 6 M. Cusin |
| Hackett 5                               | Assist     | 9 Smith                                                        |
| Sanik'idze 16                           | Rimbalzi   | 7 Brooks                                                       |
| Luca Banchi                             | Allenatori | Andrea Trinchieri                                              |

| Quintetto titolare | Quintetto titolare | Quintetto titolare | Pt   | Rim  | Ass  |
| ------------------ | ------------------ | ------------------ | ---- | ---- | ---- |
| P                  | 6                  | Bobby Brown        | 20   | 4    | 2    |
| C                  | 8                  | Benjamin Eze       | 6    | 6    | 1    |
| AG                 | 13                 | Vikt'or Sanik'idze | 17   | 16   | 1    |
| G                  | 22                 | Matt Janning       | 2    | 2    | 0    |
| GA                 | 34                 | David Moss         | 10   | 6    | 1    |
| Panchina:          |                    |                    |      |      |      |
| C                  | 4                  | Mario Kasun        | 2    | 1    | 1    |
| G                  | 9                  | Marco Carraretto   | 3    | 0    | 0    |
| P                  | 10                 | Aleksandar Rašić   | 0    | 1    | 1    |
| A                  | 11                 | Kristjan Kangur    | 3    | 0    | 0    |
| AC                 | 14                 | Tomas Ress         | 3    | 0    | 0    |
| C                  | 18                 | Luca Lechthaler    | n.e. | n.e. | n.e. |
| PG                 | 23                 | Daniel Hackett     | 7    | 1    | 5    |
| Allenatore:        |                    |                    |      |      |      |
| Luca Banchi        |                    |                    |      |      |      |

| Mens Sana Basket |  | Pallacanestro Cantù |

| Vincitrice Supercoppa italiana 2012 |
| ----------------------------------- |
| Pallacanestro Cantù 2º titolo       |

| Quintetto titolare | Quintetto titolare | Quintetto titolare     | Pt   | Rim  | Ass  |
| ------------------ | ------------------ | ---------------------- | ---- | ---- | ---- |
| PG                 | 8                  | Jerry Smith            | 11   | 2    | 9    |
| GA                 | 9                  | Manuchar Mark'oishvili | 18   | 5    | 0    |
| AG                 | 10                 | Maarty Leunen          | 4    | 4    | 0    |
| AP                 | 21                 | Pietro Aradori         | 4    | 4    | 1    |
| C                  | 22                 | Marco Cusin            | 6    | 5    | 0    |
| Panchina:          |                    |                        |      |      |      |
| P                  | 4                  | Jakub Kudláček         | n.e. | n.e. | n.e. |
| AP                 | 5                  | Awudu Abass            | n.e. | n.e. | n.e. |
| G                  | 12                 | Nicolás Mazzarino      | 3    | 2    | 1    |
| GA                 | 13                 | Andrea Casella         | n.e. | n.e. | n.e. |
| A                  | 15                 | Jeff Brooks            | 11   | 7    | 1    |
| AC                 | 16                 | Alex Tyus              | 18   | 6    | 2    |
| P                  | 18                 | Jonathan Tabu          | 5    | 2    | 4    |
| Allenatore:        |                    |                        |      |      |      |
| Andrea Trinchieri  |                    |                        |      |      |      |